# Jos
Pour les articles homonymes, voir Jos (homonymie).
Jos est la capitale de l'État de Plateau, au centre du Nigeria. Située sur le plateau de Jos à près de 1 300 mètres d'altitude, elle jouit d'un climat plus tempéré que le reste du pays avec des températures moyennes comprises entre 21 et 25°.

## Histoire
La ville est créée au début du XXe siècle par les colons britanniques à l'emplacement d'un village nommé Geash pour exploiter l'étain découvert dans la région. La ville se développe rapidement à partir de 1914 avec l'arrivée du chemin de fer. Elle devient alors une destination touristique privilégiée pour les expatriés résidents au Nigeria en raison de son climat.
Mais, au début du XXIe siècle, Jos a été frappée au cours de la dernière décennie par des violences ayant des origines multiples. Située dans la zone de contact entre un Sud majoritairement chrétien et un Nord où l'islam est prédominant, l’État du Plateau est aussi une zone fertile vers laquelle des Nigérians d'autres régions migrent, avec des conflits fonciers complexes. En 2001, 2004 et 2008, notamment, la ville est le lieu d'affrontements interreligieux. Et du 17 au 20 janvier 2010, des affrontements, qui nécessitent l'intervention de l'armée, font plusieurs centaines de morts. Le dimanche 7 mars 2010, ont lieu de nouvelles violences entre Peuls musulmans et Birom chrétiens

## Personnalités liées à cette ville
- Segun Odegbami : footballeur nigérian qui a séjourné à Jos enfant.
- John Obi Mikel : footballeur qui a séjourné à Jos enfant.
- Ogenyi Onazi : footballeur né à Jos.
- Sunday Mba : footballeur nigérian qui a séjourné à Jos enfant.
- Joseph Akpala : footballeur né à Jos.
- Benedict Akwuegbu : footballeur nigérian qui a séjourné à Jos enfant.
- Abubakar Adam Ibrahim : écrivain né à Jos.
- Chibuzor Okonkwo : footballeur né à Jos.
- Dayo Okeniyi : acteur né à Jos.
- P-Square, duo Peter Okoye and Paul Okoye, tous deux nés à Jos.
- Lindsey Abudei, chanteuse nigériane née à Jos.
- Justice Christopher, footballeur nigérian, né à Jos.
- Moses Simon, footballeur nigérian, né à Jos.